# Augieras
Augieras (en francès Augères) és una localitat i comuna de França, a la regió de la Nova Aquitània, departament de la Cruesa. La seva població al cens de 1999 era de 146 habitants. Està integrada a la Communauté de communes de Bénévent-Grand-Bourg.

## Demografia
| 1968 | 1975 | 1982 | 1990 | 1999 |
| ---- | ---- | ---- | ---- | ---- |
| 254  | 187  | 178  | 146  | 146  |

## Administració
| Període   | Identitat       | Partit |
| --------- | --------------- | ------ |
| 2001-2008 | Pierre Caillaud | PS     |
| 2008-     | Michel Gasnet   |        |